# Landru
Landru és una pel·lícula francesa, dirigida per Claude Chabrol, estrenada el 1963.

## Argument
Aquesta pel·lícula descriu la vida de l'assassí en sèrie Henri Désiré Landru. Durant la Primera Guerra Mundial, seduïa dones soles i riques. Havent aconseguit fer-les signar uns poders, les assassinava a la seva casa de camp i després feia desaparèixer els seus cossos cremant-los en un forn.

## Repartiment
- Charles Denner: Henri Désiré Landru
- Stéphane Audran: Fernande Segret
- Francoise Lugagne: Marie-Catherine Landru
- Michèle Morgan: Célestine Buisson
- Danielle Darrieux: Berthe Héon
- Juliette Mayniel: Anna Colomb
- Hildegard Knef: Madame X
- Jean-Louis Maury: El comissari Belin
- Denise Provence: Zénaïde Lacoste
- Catherine Rouvel: Andrée Babeley
- Mary Marquet: Marie-Angélique Guillain
- Claude Mansard: Monsieur de Moro Giafferi
- Serge Bento: Maurice Landru
- Robert Burnier: El president del tribunal
- Mario David: El procurador general
- Pedra Lafont: El caporal Riboulet
- Huguette Forge: Sra. Vidal
- Diane Lepvrier: Marie Landru
- Gisèle Sandré: Georgette
- Sacha Briquet: El substitut
- Louis Lyonnet: Un inspector
- Philippe Castelli: Un inspector
- Pierre Vernier: Un advocat de la part civil
- Alain Quercy: Un advocat de la part civil
- Jean-Pierre Melville: Georges Mandel
- Raymond Queneau: Georges Clemenceau
- André Fouché: El doctor Paul
- Jacques Robiolles: Un jurat
- Dominique Zardi: Un gendarme
- Henri Attal: Un gendarme
- Jean-Marie Arnoux: Un espectador al procés
- Robert Barre